# یانه آندرشون
یان اولوف «یانه» آندرشون (سوئدی: Jan Olof "Janne" Andersson؛ زادهٔ ۲۹ سپتامبر ۱۹۶۲) بازیکن فوتبال پیشین و سرمربی فوتبال اهل سوئد است.